# Lewiston (Maine)
Lewiston is een plaats (city) in de Amerikaanse staat Maine, en valt bestuurlijk gezien onder Androscoggin County.
In 2023 grepen hier de schietpartijen in Lewiston plaats.

## Demografie
Bij de volkstelling in 2000 werd het aantal inwoners vastgesteld op 35.690. In 2006 is het aantal inwoners door het United States Census Bureau geschat op 35.734, een stijging van 44 (0,1%).

## Geografie
Volgens het United States Census Bureau beslaat de plaats een oppervlakte van 91,1 km², waarvan 88,3 km² land en 2,8 km² water. Lewiston ligt op ongeveer 109 m boven zeeniveau.

## Geboren in Lewiston
- Robert LeGendre (1898-1931), atleet
- Patrick Dempsey (1966), acteur

## Plaatsen in de nabije omgeving
De onderstaande figuur toont nabijgelegen plaatsen in een straal van 28 km rond Lewiston.